# Puits Moqua
Le puits Moqua, en anglais Moqua Well, est un petit lac souterrain d'eau douce qui se situe à Nauru, dans le district de Yaren. Il porte aussi les noms de Moqua Cave, Moque Well, Mekua Well et Makwa Well.

## Caractéristiques
Le puits Moqua se trouve dans le Sud-Ouest de Nauru, en bordure de la plaine côtière qui fait le tour de l'île, à proximité immédiate de l'aéroport international de Nauru et de son aérogare. Aux abords de ce lac se trouvent les grottes de Moqua.
Ce sont les eaux souterraines du plateau central de Nauru qui alimentent le puits Moqua par infiltration dans la couche de calcaire corallien qui forme le sol de l'île. Les eaux du puits Moqua n'ont pas de lien avec la lagune Buada qui se trouve sur le plateau, à 700 mètres de distance au nord.
Durant la Seconde Guerre mondiale, les eaux du lac souterrain ont servi d'eau de consommation et de toilette aux Nauruans. Aujourd'hui, ce lac souterrain constitue une petite attraction visitée par les rares touristes de Nauru. Les habitants se réunissent parfois près du lac pour profiter de la fraîcheur mais en 2001, un accident mortel a décidé le gouvernement de fermer l'accès au lac pour éviter d'autres accidents.

## Référence
- (de) Cet article est partiellement ou en totalité issu de l’article de Wikipédia en allemand intitulé « Moqua Well » (voir la liste des auteurs).